# スズキ・R型エンジン
スズキ・R型エンジンは、スズキによって製造される排気量0.66 Lのガソリンエンジン。同社のK型エンジンの0.66 Lモデルの後継にあたる。

## 概要
16年ぶりに新規開発されたR型は、K型以上に燃費と耐久性を向上させると同時に、軽量化と小型化を重視した設計としたため、ピストンを1個あたり96 g、コネクティングロッドは336 gへと軽量化された。同時に、クランクシャフトを細軸化し、バルブシステムの構造やレイアウトの見直しなども行われた結果、乾燥重量は自然吸気で51.9 kg（K6A比で1.5 kg減）、高効率ターボチャージャーで55.7 kg（同4.5 kg減）とクラス最高水準の軽さを誇る。
K型エンジンに比べてロングストロークとしたほか、流れを強める吸気ポート形状、燃料と空気の混合を促進する燃焼室形状によって、燃焼速度と燃焼タイミングを最適化。同時に、細径ロングリーチ（⌀12×26.5 mm）点火プラグの採用でシリンダーヘッドのプラグホール周辺の冷却（潤滑油・冷却水）経路を改善したことなどで、圧縮比を自然吸気で10.5:1から11.0:1（後に11.2:1 → 11.5:1 → 12.0:1へ向上）、ターボ付きで8.9:1から9.1:1へと高め（いずれもK6A比）、燃焼効率を改善した。
シリンダーブロック周辺の剛性を高めるとともに、無段変速機（CVT）や補器類との取り付け剛性を上げたことで、取り付け部のねじれから発生する騒音を大幅に低減したほか、全回転域でエンジン音を2 - 4 dB低減。細経クランクシャフトのベアリングキャップは締め付けトルクとクリアランスの最適化のために個別タイプとなり、K型で見られた一体のラダービームタイプでは無い。
バルブ駆動方式はDOHCを採用し、バルブ数は吸気2、排気2の気筒当たり4バルブを採用する。カム駆動は直打式とK6Aと変わらないがバルブスプリング形状を上端の径が下端よりも小さいビーハイブ型としてバルブスプリングリテーナーを小型化、さらにバルブステムの細軸化、シムレス（K型はアウターシム）とすることで慣性質量を約30%削減、これによりばね定数も約24%低減することができ、動弁系の摩擦を約20%低減させている。自然吸気仕様は軽自動車初の吸・排気VVT、高効率ターボエンジンには吸気にのみVVTが付き、低燃費・低回転域のトルク向上・静粛性・軽量化に貢献。アイドリングストップシステムとのマッチングも想定したものとしている。
R型はK型同様、全てアルミニウム合金ダイカストを採用した設計となっており、カムシャフト駆動用としてタイミングチェーンが用いられる点も同様であるが、チェーンはローラーチェーンからサイレントチェーンに変更されている。
2011年1月登場の3代目MRワゴンに初搭載され、以降、他車種（OEM車種を含む）にも順次搭載されている。軽乗用車でR型エンジンを搭載した車種は、車両型式のアルファベット2文字に続く2桁の数字の十の位が「3」となる（例: 7代目アルトがHA25Sに対し、派生モデルのアルト エコはHA35S）。
初搭載後も改良が加えられており、2012年9月に5代目ワゴンR（派生モデルの3代目スティングレーおよび、翌月に発売されたOEM車種のマツダ・フレアを含む）からは、更なるフリクション低減のための改良が加えられ、燃費性能を向上させている。主な変更点としてはクランクジャーナル幅を10%縮小、ピストンスカートのコーティングのパターン変更、ピストンリングの表面処理の変更（トップリングとオイルリングを窒化クロムからDLCに）などがある。また最高回転数を下げたことでバルブスプリングレートを約25%下げられ、スプリング荷重が減ったことからタイミングチェーンのアジャスター荷重も約30%低減させるなど駆動トルクの低減なども行われている。
2013年8月には11代目キャリイに搭載されたことで軽商用車にも採用されるようになった。軽商用車用のR06Aは、軽乗用車用と異なり縦置き型で、VVTは吸気側のみとなっており、当初はNAエンジン仕様のみであった。シリンダーヘッドカバーも乗用車用の合成樹脂製とは異なり、従来のアルミ製となっており、そのため外見だけでは縦置き用K6Aと酷似している。
2013年11月にはアルト エコ用のR06Aで改良が施され、ピストン頂面を滑らかにしつつ、なだらかな凹面の形状とすることで燃焼効率を改善するとともに、圧縮比向上（11.0 → 11.2）に伴うノッキングを抑制。同時に内部部品の変更により油圧特性が見直され、VVTの作動領域を拡大したことで燃費を向上した。
2014年8月にはワゴンRおよびマツダ・フレアに新たに採用された「S-エネチャージ」用にR06Aを改良し、圧縮比の向上（11.0:1 → 11.2:1）や燃焼改善、摩擦低減、パワートレインの制御最適化が行われたほか、ISG（Integrated Starter Generator、モーター機能付発電機）の搭載に合わせて補機ベルトシステムなどの変更も行った。なお、軽乗用車において、R型エンジンと「S-エネチャージ」を搭載した車種は、車両型式のアルファベット2文字に続く2桁の数字の十の位が「4」となる（例: 5代目ワゴンRはMH34Sだが、「S-エネチャージ」搭載車ではMH44Sとなる）。
同年12月には8代目アルト（HA36S/36V）用に大幅な改良を施し、圧縮比の向上（11.2:1 → 11.5:1）や吸気ポート・ピストントップ形状の変更が行われたほか、シリンダーヘッドをエキゾーストマニホールドとの一体型に変更し、触媒ケースの簡素化などで軽量・小型化を実現した。なお、5MT車およびバンに搭載されるR06Aは仕様が異なり、吸気と排気の両方がVVT無し仕様となっており、そのため最高出力・最大トルクともに低くなっている。
2015年2月に6代目エブリイ/3代目エブリイワゴンにも搭載された際、縦置きR06Aでは初となるターボ仕様が新たに設定された。同年3月にはアルト「ターボRS」用にターボ仕様のR06Aでは初の改良型を採用。最高出力は同じだが、高タンブル（縦渦）吸気ポートを採用し、ターボチャージャーの高効率化により最大トルクが向上されたほか、ターボラグを約20%抑えたことでターボ過給レスポンスも向上した。同年12月にはアルト「ワークス」用に最大トルクがさらに向上され、100 N・mの高トルク仕様となった。
2017年2月登場の6代目ワゴンRでは、エンジンの冷却性能を高め、マイルドハイブリッドシステムの搭載による高出力化に対応させるため、補機ベルトの張力を低減する改良を行ったが、最大トルクは5代目よりも低くなっている。また、ターボエンジンはアルト「ターボRS」と同じ仕様に変更となった。なお、軽乗用車において、R型エンジンとマイルドハイブリッドシステムを搭載した車種は、車両型式のアルファベット2文字に続く2桁の数字の十の位が「5」となる（6代目ワゴンRはMH35Sだが、マイルドハイブリッドシステム搭載車はMH55Sとなる）。
2018年7月登場の4代目ジムニーにはターボ仕様のみが採用された。
2020年1月登場の2代目ハスラーでは、自然吸気車のボア・ストローク比を見直しエンジン型式をR06Dとした（ターボ車はR06Aを踏襲するものの、6代目ワゴンR同様にアルト「ターボRS」と同じ仕様となる）。具体的には、圧縮比を12.0:1に高め、1気筒あたり2つのインジェクターで燃料を微粒子化させるデュアルインジェクションシステムと燃焼温度を抑制することでノッキングの発生を抑えるクールド（冷却）EGRをスズキの軽自動車で初採用している。圧縮比が高まった一方、最高出力や最大トルクは低くなっているが、常用域の性能を重視することで燃費性能を改善している。なお、軽乗用車において、R06Dとマイルドハイブリッドシステムを搭載した車種は、車両型式のアルファベット2文字に続く2桁の数字の十の位が「9」となる。また、同時期に2型へ改良された6代目ワゴンRではマイルドハイブリッドシステムを搭載しない「FA」もR06Dとなり、この場合の車両型式のアルファベット2文字に続く2桁の数字の十の位は「8」となる。
2021年10月にR06Aエンジン搭載のケータハム・セブン170が販売された。

## R06A
- 生産期間：2010年12月 -
- 排気量：0.66 L（658 cc）
- シリンダー数：3
- 内径×行程：64.0 mm×68.2 mm
- ボアストローク比：約1.0656:1
- 圧縮比：9.1:1（ターボ）/11.0:1（自然吸気）/11.2:1/11.5:1
- 搭載車種
  - MRワゴン/MRワゴン ウィット（MF33S）(A)(B)(E)
    - モコ/モコ ドルチェMG33S）(A)(B)(E)

  - アルト エコ（HA35S）(B)
    - マツダ・キャロルエコ（HB35S）(B)

  - アルト/アルト ターボRS/アルト ワークス/アルト バン（HA36S/36V）(B')(D[注釈 1])(E'[注釈 2])(E''[注釈 3])
    - マツダ・キャロル（HB36S）(B')(D[注釈 4])

  - アルト（HA37S）(D'[注釈 5])
    - マツダ・キャロル（HB37S）(D'[注釈 5])

  - アルトラパン（HE33S）(B')
  - スペーシア/スペーシアカスタム/スペーシア カスタムZ（MK32S/42S）(B)(B'[注釈 6])(E)
    - マツダ・フレアワゴン/フレアワゴン カスタムスタイル（MM32S/42S）(B)(B'[注釈 6])(E)

  - スペーシア/スペーシア カスタム/スペーシア ギア/スペーシア ベース（MK33V/53S）(B'')(E')
    - フレアワゴン/フレアワゴン カスタムスタイル/フレアワゴン タフスタイル（MM53S）(B'')(E')

  - スペーシアカスタム（MK54S）(E')
  - ワゴンR/ワゴンR スティングレー（MH34S/44S）(B)(B'[注釈 7])(E)
    - マツダ・フレア/フレア カスタムスタイル（MJ34S/44S）(B)(B'[注釈 8])(E)

  - ワゴンR/ワゴンR スティングレー/ワゴンR カスタムZ（MH35S/55S）(B'')(E')
    - マツダ・フレア（MJ55S）(B'')(E')

  - ハスラー（MR31S/41S）(B)(B'[注釈 6][注釈 9])(E)
    - マツダ・フレアクロスオーバー（MS31S/41S）(B)(B'[注釈 6])(E)

  - ハスラー（MR52S）(E')
    - マツダ・フレアクロスオーバー（MS52S）(E')

  - ジムニー（JB64W）(E''')
  - キャリイ（DA16T）(C)→(C'')
    - マツダ・スクラムトラック（DG16T）(C)→(C'')
    - 日産・NT100クリッパー（DR16T）(C)→(C'')
    - 三菱・ミニキャブトラック（DS16T）(C)→(C'')

  - エブリイ/エブリイワゴン（DA17V/17W）(C'→C''→C'''[注釈 10])(E[注釈 11])
    - マツダ・スクラムバン/スクラムワゴン（DG17V/17W）(C'→C''→C'''[注釈 10])(E[注釈 11])
    - 日産・NV100クリッパー/NV100クリッパーリオ（DR17V/17W）(C'→C''→C'''[注釈 10])(E[注釈 11])
    - 三菱・ミニキャブバン/タウンボックス（DS17V/17W）(C'→C''→C'''[注釈 10])(E[注釈 11])

  - ケータハムカーズ・セブン170[1][2] (F)
- 出力・トルク
  - 自然吸気
    - (A) 40 kW (54 PS) @ 6,500 rpm、63 N·m (6.4 kgf·m) @  4,000 rpm、吸排気VVT
    - (B) 38 kW (52 PS) @ 6,000 rpm、63 N·m (6.4 kgf·m) @  4,000 rpm、吸排気VVT
    - (B') 38 kW (52 PS) @ 6,500 rpm、63 N·m (6.4 kgf·m) @  4,000 rpm、吸排気VVT
    - (B'') 38kW (52 PS) @ 6,500 rpm、60 N·m (6.1 kgf·m) @  4,000 rpm、吸排気VVT
    - (C) 37 kW (50 PS) @ 5,700 rpm、63 N·m (6.4 kgf·m) @  3,500 rpm、吸気VVT
    - (C') 36 kW (49 PS) @ 5,700 rpm、62 N·m (6.3 kgf·m) @  3,500 rpm、吸気VVT
    - (C'') 34 kW (46 PS) @ 5,700 rpm、59 N·m (6.0 kgf・m) @ 3,800 rpm、吸気VVT
    - (C''') 36 kW (49PS) @ 6,200 rpm、60 N·m (6.1 kgf・m) @ 4,000 rpm、吸排気VVT
    - (D) 36 kW (49 PS) @ 6,500 rpm、58 N·m (5.9 kgf·m) @  4,000 rpm、VVTなし
    - (D') 34 kW (46 PS) @ 6,500 rpm、55 N·m (5.6 kgf·m) @  4,000 rpm、VVTなし

  - インタークーラーターボ
    - (E) 47 kW (64 PS) @ 6,000 rpm、95 N·m (9.7 kgf·m) @  3,000 rpm、吸気VVT
    - (E') 47 kW (64 PS) @ 6,000 rpm、98 N·m (10.0 kgf·m) @  3,000 rpm、吸気VVT
    - (E'') 47 kW (64 PS) @ 6,000 rpm、100 N·m (10.2 kgf·m) @  3,000 rpm、吸気VVT
    - (E''') 47 kW (64 PS) @ 6,000 rpm、96 N·m (9.8 kgf·m) @ 3,500 rpm、吸気VVT
    - (F) 62.6 kW (85 PS) @ 6,500 rpm、116 N·m（11.8 kgf·m）@ 4,000 - 4,500 rpm、VVT

## R06D
生産期間：2020年1月 - 
- 排気量：0.66 L（657 cc）
- シリンダー数：3

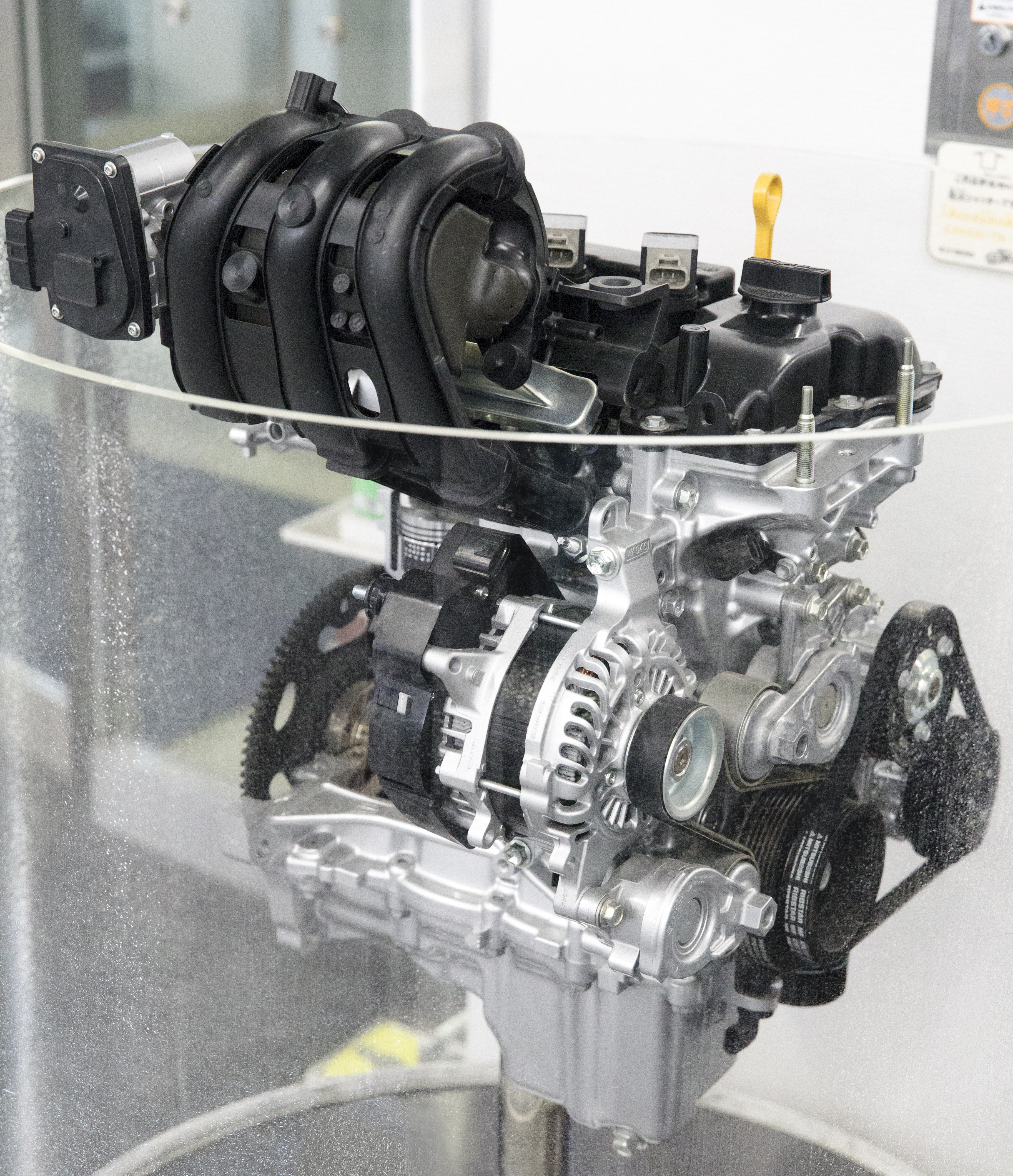
スズキ・R06D型エンジン

- 内径×行程：61.5 mm×73.8 mm
- ボアストローク比：1.2:1
- 圧縮比：12.0:1（自然吸気)
- 搭載車種
  - ハスラー（MR92S）
    - マツダ・フレアクロスオーバー（MS92S）

  - ワゴンR/ワゴンR スティングレー/ワゴンR カスタムZ（MH85S/95S）
    - マツダ・フレア（MJ95S）

  - ワゴンRスマイル（MX81S/91S）
  - アルト（HA97S）[注釈 12]
    - マツダ・キャロル（HB97S）[注釈 12]

  - スペーシア/スペーシアカスタム（MK94S）
- 出力・トルク
  - 36 kW (49 PS) @ 6,500 rpm、58 N·m (5.9 kgf·m) @ 5,000 rpm、吸排気VVT